# أرمين بتروسيان
أرمين بتروسيان (بالأرمنية: Արմեն Պետրոսյան)‏ هو ملاكم تايلندي أرميني، ولد في 6 نوفمبر 1986 في يريفان في أرمينيا.